# Сокиринці (Вінницький район)
Соки́ринці — село в Україні, у Лука-Мелешківській сільській громаді Вінницького району Вінницької області.

## Географія
У селі бере початок річка Кадка, ліва притока Батогу.

## Історія
У селі виявлено поселення трипільської культури. Пам'ятка розташована поблизу села.
Під час другого голодомору у 1932–1933 роках, проведеного радянською владою, загинуло 286 осіб.
29 грудня 2018 року церковний актив релігійної громади УПЦ МП святого великомученика Димитрія Солунського ухвалив рішення приєднатися до єдиної Помісної Української Православної Церкви.

### Об'єднання територіальних громад
З 2015 року триває процес об'єднання сіл Парпурівці, Сокиринці та Хижинці в Сокиринецьку сільську територіальну громаду з адміністративним центром в селі Хижинці.

## Населення

### Мова
Розподіл населення за рідною мовою за даними перепису 2001 року:
| Мова            | Кількість | Відсоток |
| --------------- | --------- | -------- |
| українська      | 1259      | 98.75%   |
| російська       | 14        | 1.09%    |
| білоруська      | 1         | 0.08%    |
| інші/не вказали | 1         | 0.08%    |
| Усього          | 1274      | 100%     |

## Галерея

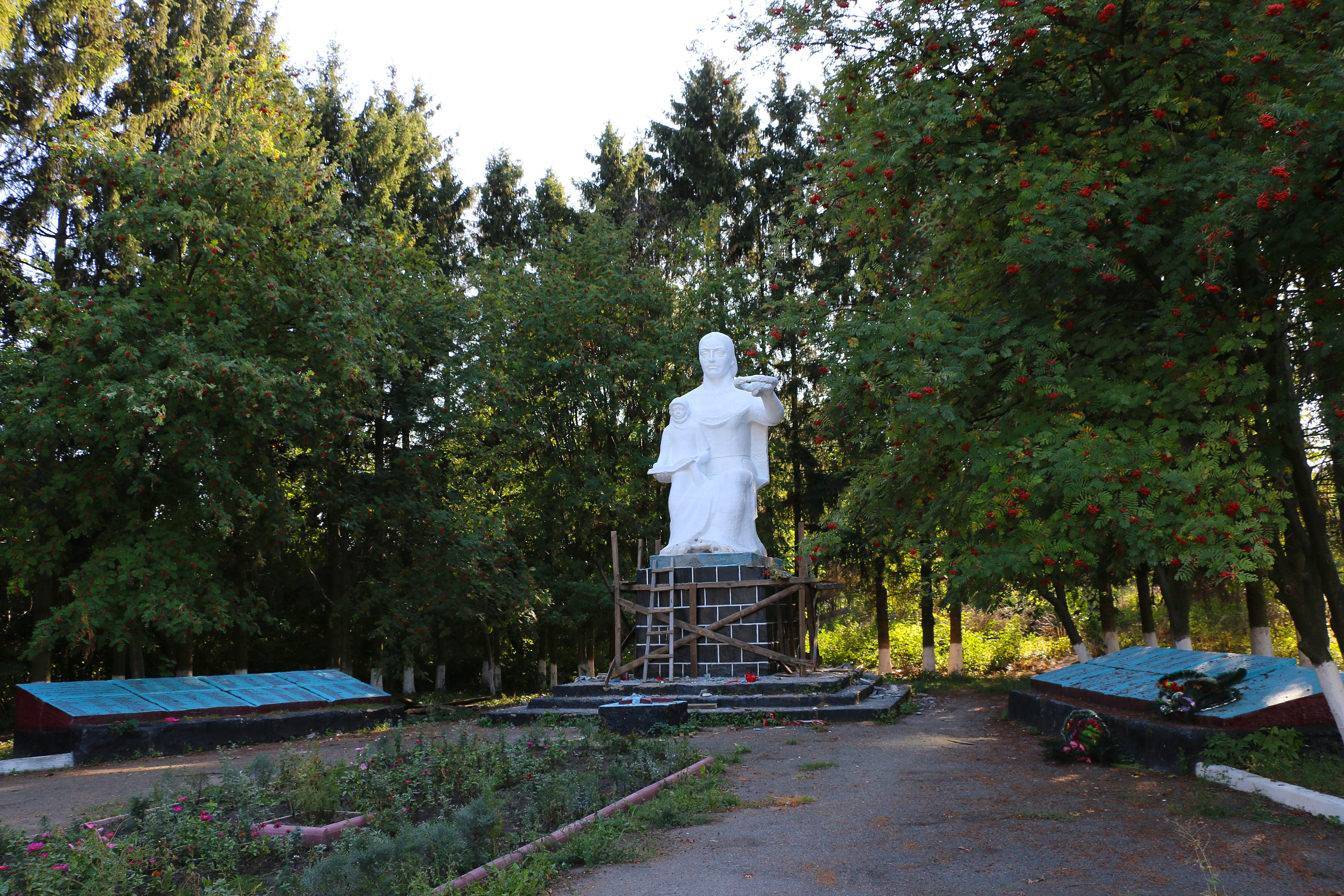
Пам'ятник воїнам-односельчанам